# Zweitaktmotor

Schematische Darstellung eines quergespülten Otto-Zweitaktmotors mit Membraneinlass

Ein Zweitaktmotor ist ein Hubkolbenmotor, der aus der Verbrennung von Kraftstoff mechanische Leistung erzielt. Ein Arbeitsspiel (ein kompletter Kreisprozess-Umlauf) währt eine Kurbelwellen-umdrehung, also zwei Takte. Wie ein Viertaktmotor kann er als Otto- oder Diesel-Motor arbeiten. Der umgangssprachliche Begriff „Zweitakter“ bezeichnet im Alltag einen ventil-losen Ottomotor mit Gemischschmierung und Zündkerze(n), der nach dem Zweitaktprinzip arbeitet; die meisten Zweitaktmotoren sind einfach und kostengünstig, zudem haben sie ein geringes Leistungsgewicht. 
Verbreitet wurden Zweitaktottomotoren angewendet in Motorrädern, Mopeds, Motorrollern und der Mehrzahl der Karts. In Personenkraftwagen gab es sie unter anderem bei Trojan, DKW, Aero, Saab, IFA (Trabant, Wartburg, Barkas), Lloyd, Subaru, Suzuki, Mitsubishi und Rollermobilen. Zweitakt-Dieselmotoren gab es auch für Diesellokomotiven, Lastkraftwagen (zum Beispiel Krupp Titan) und Flugzeuge (zum Beispiel Junkers Jumo 223).
Sie werden inzwischen noch bei Außenbordmotoren und tragbaren Geräten wie Kettensägen, Motorsensen, Rasentrimmern, Laubsaugern und Laubbläsern verwendet, die leicht und leistungsstark sein sollen und eine lageunabhängige Motorschmierung benötigen. Zweitakt-Großdieselmotoren werden in Kraftwerken als Antrieb für Elektro-Generatoren und in Schiffen verwendet („Schiffsdiesel“, zum Beispiel Wärtsilä RT-flex96C), sie sind die größten und stärksten Kolbenmaschinen und zählen zu den Wärmekraftmaschinen mit dem höchsten Wirkungsgrad.

## Geschichte des Zweitaktmotors

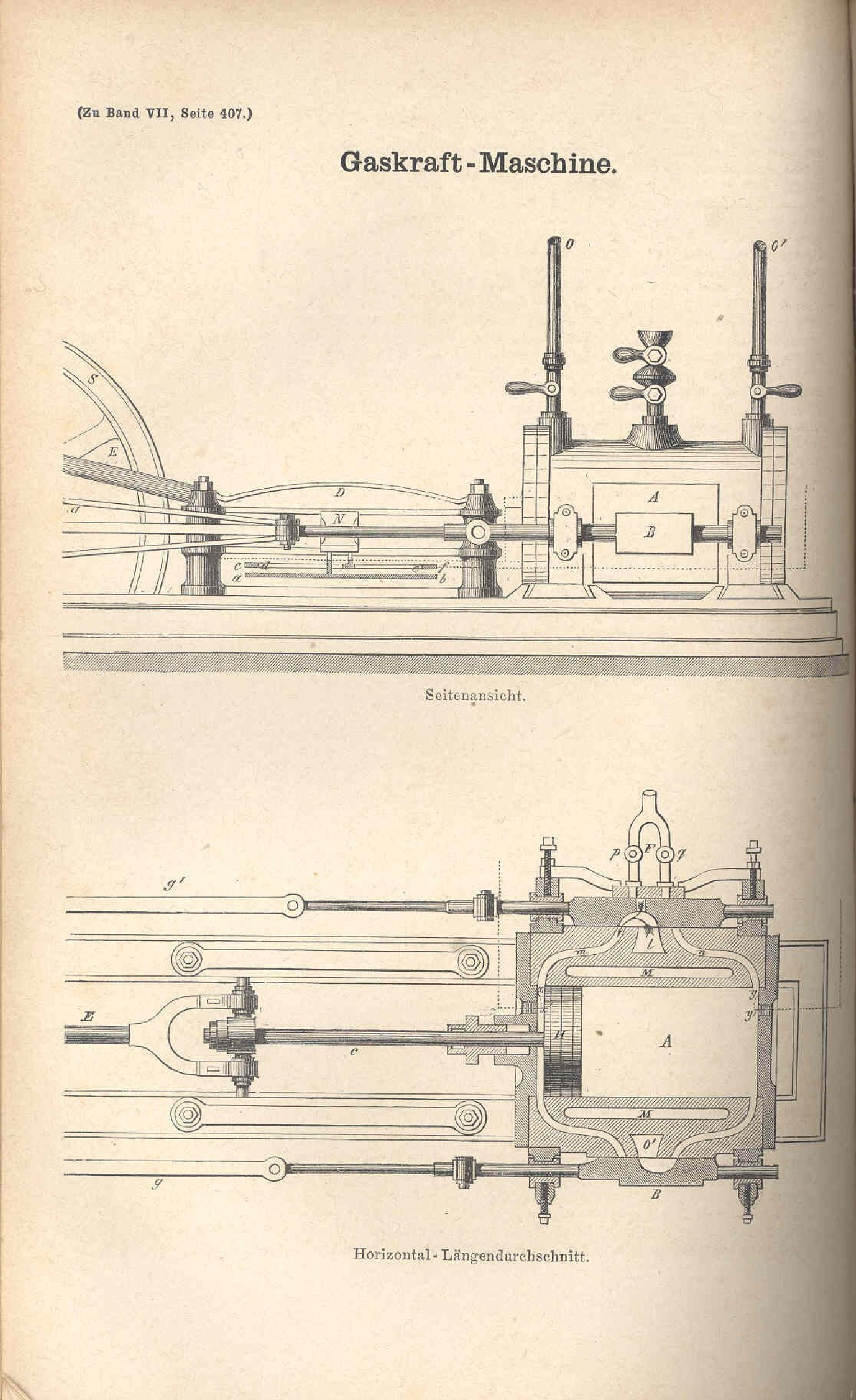
Verdichtungsloser, direkt wirkender Zweitakt-Gasmotor von Lenoir (1861)

### Vorgeschichte
Die ersten, heute als verdichtungslos bezeichneten Zweitaktmotoren arbeiteten nach einem anderen Prinzip und werden nur deshalb so genannt, weil sie bei jeder Kurbelwellenumdrehung zündeten – wie auch der moderne verdichtende Zweitakter. Im ersten Takt wurde angesaugt und unverdichtet gezündet, im zweiten Takt das verbrannte Gasgemisch ausgestoßen. Der Gaswechsel wurde über Schieber gesteuert. Versuche von Jean Joseph Étienne Lenoir, Siegfried Marcus und anderen, sie für mobile Zwecke zu verwenden (zwischen 1860 und 1870), scheiterten unter anderem am ungünstigen Leistungsgewicht der Motoren. Auch der „Sylvestermotor“ des Carl Benz von 1879 arbeitete nach diesem Prinzip. Der „ortsfeste“ Zweitaktmotor System Benz wurde ab 1881 bei der Mannheimer Gasmotorenfabrik gebaut und in Tausenden von Exemplaren hergestellt.

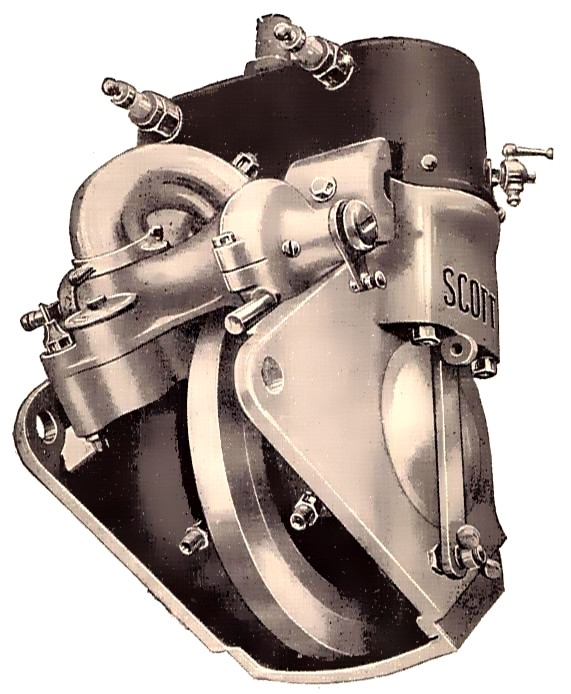
Scott-Zweitaktmotor von 1912

### Anfänge und technische Entwicklung
Dugald Clerk gilt als der Erfinder des Zweitaktmotors. Um das Patent von Nicolaus Otto zu umgehen, entwickelte er 1878 einen Motor mit getrennter Spülpumpe, der pro Arbeitstakt nur eine Kurbelwellenumdrehung benötigte. Dieses Motorprinzip wurde erstmals 1887 im Petrol-Cycle von Edward Butler (1862–1940) zum Antrieb eines Kraftwagens verwendet. Julius Söhnlein erhielt 1891 ein Patent auf die Kurbelkastenspülung, bei dem die Unterseite des Arbeitskolbens als Spülpumpenkolben wirkte. Wie moderne Zweitaktmotoren hatte er Ein- und Auslassschlitze. Der Überströmkanal mündete im Kolbenboden. Gleichzeitig entwickelte Joseph Day ein ähnliches Prinzip mit einer Ablenkplatte auf dem Kolben, das er zum Patent anmeldete. 1904 konstruierte Alfred Angas Scott erfolgreich einen Zweizylinder-Zweitaktmotor, 1908 baute er eine weiterentwickelte Version in ein Motorrad ein. 1909 gründete er die Scott Motor Cycle Company, die bis 1966 Zweitaktmotorräder herstellte. Hugo Ruppe entwickelte vor dem Ersten Weltkrieg den Zweitaktmotor weiter; seine Patente gingen an die Zschopauer Motorenwerke, die den Zweitaktmotor in großen Stückzahlen fertigten. 1928 entwickelte der österreichische Hersteller Titan die Membransteuerung. Als großer Entwicklungsschritt gilt die 1924 patentierte Umkehrspülung von Adolf Schnürle, die ab 1932 beim Lizenznehmer Auto Union AG die Querstromspülung und den Nasenkolben-Zweitakter ablöste. Wenig später konnte auch Jawa eine Lizenz erwerben. Nach Erlöschen des Patentschutzes wurde das System bei weiteren Motorenherstellern angewendet. Daniel Zimmermann entwickelte 1952 den Flachdrehschieber und Yamaha 1978 die Auslasssteuerung. Auch Toyota setzte die Weiterentwicklung des Zweitaktmotors fort und präsentierte 1977 ein Aggregat mit Ladungsschichtung, Schmierölpumpe und katalytischer Nachverbrennung von Kohlenwasserstoffen. Alternativ dazu wurde in der DDR zu dieser Zeit an Zweitaktern mit elektronischer Kraftstoffeinspritzung gearbeitet.

### Vor- und Nachteile des Verfahrens
Bis in die 1950er Jahre wurde dem Zweitaktmotor auch für Pkw und Lkw viel Entwicklungspotential zugesprochen. In vielen Bereichen hatte der Zweitaktmotor auch besondere Vorteile:
- Höheres maximales Drehmoment, in Kfz daher potentiell größeres Beschleunigungsvermögen als hubraumgleiche Viertaktmotoren[12]
- Gleichmäßigere Drehmomentabgabe eines einzelnen Zylinders, da er bei jeder Umdrehung zündet, während ein Viertaktmotor nur bei jeder zweiten Umdrehung zündet („3=6“ Werbung von DKW)
- Im einfachsten Fall nur drei bewegte Teile: Kolben, Pleuel und Kurbelwelle, dadurch wartungsarmer und zuverlässiger Betrieb. Die Ventilsteuerung historischer Viertakter war ausgesprochen wartungsintensiv und somit ein Argument für den Zweitakter. Durch stetige Verbesserungen der Ventilsteuerung verlor dieser Aspekt im Laufe der Zeit jedoch an Bedeutung.
- geringes Gewicht
- Sehr kurze Warmlaufphase, besseres Kaltstartverhalten
- Geringe Stickoxid-Rohemissionen
- Lageunabhängiger Einsatz bei Gemischschmierung, was für mobile Arbeitsgeräte besonders vorteilhaft ist

Es stellte sich jedoch heraus, dass sich viele prinzipbedingte Nachteile dieser Motorbauart nicht beseitigen ließen. Zu den wesentlichen Punkten gehören:
- Gaswechsel: Für das Ausstoßen des Abgases und das Füllen des Zylinders mit Frischgas steht nur eine kurze Zeit um den unteren Totpunkt herum zur Verfügung. Viertaktmotoren hingegen arbeiten zwei Arbeitstakte als Kolbenpumpe, schieben in einem Takt das Abgas aus und saugen im folgenden Takt Frischgas an. Zweitaktmotoren brauchen hierzu ein eigenes Spülgebläse. Bei kleinen Ottomotoren ist eine Kurbelkastenspülung üblich, bei denen der Kolben mit seiner Unterseite als Spülpumpe wirkt. Sie erfordert bei mehrzylindrigen Motoren eine gasdichte Trennung der einzelnen Kurbeltriebe. Alternativ kann mit externen Gebläsen gespült werden, beispielsweise mit Roots-Gebläsen oder Drehschieberpumpen.

Da bereits beim Start Spüldruck vorliegen muss und bei symmetrischen Steuerzeiten eine kurze Zeit Abgas- und Ansaugluftkanal gleichzeitig offen stehen, eignen sich Turbolader nur bei einigen Bauarten und nur  mit Unterstützung, beispielsweise durch ein elektrisch angetriebenes Anfahrgebläse.
- Spülverluste entstehen, weil sich Ab- und Frischgas beim Ladungswechsel vermischen können und so Frischgas in den Auslass gelangen oder Abgas im Zylinder verbleiben könnte. Der sich daraus ergebende Verbrauchsnachteil lässt sich durch eine Kraftstoff-Direkteinspritzung erheblich vermindern. Ohne Direkteinspritzung ergibt sich ein Zielkonflikt zwischen Restgas und ausgespültem Frischgas, siehe auch Fanggrad. Infolgedessen ist der Kraftstoffverbrauch von Zweitakt-Ottomotoren mit Vergasern vergleichsweise hoch.
- Hubverlust: Die Verdichtung beginnt erst, wenn der Kolben Einlass- wie Auslassschlitze verschlossen hat. Der Viertakter kann mit der Verdichtung ab dem unteren Totpunkt beginnen, wenn man von der Gasdynamik oder speziellen Zyklen wie Miller oder Atkinson absieht.
- Thermische Belastung: Durch die höhere Zahl der Arbeitstakte und den Energieumsatz stellen sich für Zylinder, Kolben und Kolbenbolzen höhere Wärmeströme ein, die beispielsweise durch Kühlung oder geringere Leistung gemindert werden können. Der Kolbenkühlung mit Spritzöl steht allerdings speziell die Kurbelkastenspülung (auch: Kurbelgehäusespülung) entgegen. Wenn das Abgas über Schlitze ausgeblasen wird, stellen sich an der Gleitfläche der Kolbenringe und am Schmierfilm höhere Temperaturen ein als beim Viertaktmotor. Das Problem vergrößert sich, weil beim Zweitaktmotor wesentlich mehr Wärme über den Kolben abgeführt werden muss als beim Viertakter.
- Mechanische und elektrische Belastung: Speziell die Kolbenringe sind im Bereich der Auslassschlitze gefährdet. Dadurch, dass der Kolben und Lager ständig unter Druck stehen, ist die Erhaltung des trennenden Schmierfilms schwieriger. Beim Viertakter ändert sich die Druckrichtung auf diese Bauteile beim Ausschieben und Ansaugen, so dass Öl in den Spalt von selbst nachströmen kann. Die Zündanlage unterliegt aufgrund der doppelt so großen Zündfrequenz einer besonders starken Beanspruchung und damit auch Störanfälligkeit, vor allem bei hochdrehenden Motoren. Der Verschleiß der Zündkerzen ist bedeutend größer.
- Ölversorgung: Bei einer Kurbelkastenspülung mit minimierter Schmierung müssen Wälzlager, meist in der Form von Nadellagern statt Gleitlager verwendet werden, um die Schmiersicherheit zu gewährleisten. Zwar verursachen Wälzlager geringere Reibungsverluste, aber sie verursachen mehr mechanische Geräusche und fallen früher aus als Gleitlager.
- Steuerzeiten: Die Steuerzeiten können bei Steuerschlitzen nicht verändert werden.
- Bauhöhe: Wenn die Steuerschlitze durch den Kolben verschlossen werden, muss ein längeres Kolbenhemd und ein entsprechend langer Zylinder vorgesehen werden. Um weiterhin einen Tauchkolben verwenden zu können, muss auch das Pleuel entsprechend länger ausgeführt werden. In der Praxis kann ein Viertaktmotor trotz der Ventilsteuerung kompakter gebaut werden als ein Zweitakter.
- Abgase: Die Gemischqualität ist wegen der Forderung nach sicherer Entflammbarkeit schlechter bei λ=1 zu regeln als beim Viertaktmotor. Daher ist die Reduktion der Schadstoffe durch einen Abgaskatalysator schwieriger. Da die Steuerschlitze in der geschmierten Zylinderlauffläche liegen und bei Mischungsschmierung die Ölzufuhr weniger genau auf den tatsächlichen Bedarf einstellbar ist, führen Zweitakter mehr Öl als Viertakter im Abgas mit.[13] Die Folge ist eine erhöhte Menge von Kohlenwasserstoffen im Abgas. (Beim Trabant 30-fach größer als bei einem vergleichbaren Viertakter.)
- Laufruhe: Gleichmäßiger Motorlauf nur im belasteten Zustand. Im Leerlauf läuft der Motor durch hohen Restgasanteil im Brennraum unruhig. Im Schubbetrieb treten (sofern keine Schubabschaltung verbaut ist) häufig unregelmäßige Zündungen (das sogenannte Schieberuckeln) auf. Einige Zweitakt-Fahrzeuge sind mit einem Freilauf ausgestattet, der Schubbetrieb verhindert.
- Bremskraft: Der Zweitakter entwickelt eine geringere Motorbremskraft im Schubbetrieb. Im Falle eines nicht-sperrbaren Freilaufs kann die Motorbremskraft überhaupt nicht genutzt werden.
- Schubabschaltung: Im Schubbetrieb kann zwar die Kraftstoffversorgung abgeschaltet werden, aber bei längeren Fahrten im Gefälle muss die Schmierung sichergestellt werden, so dass Motoren mit Gemischschmierung nicht als Motorbremse verwendet werden können, da längerer Schiebebetrieb zum Kolbenfresser führt.

Da in vielen Anwendungsbereichen niedriger Verbrauch und gute Abgaswerte verlangt werden, hat sich der Einsatzbereich der Zweitaktmotoren auf wenige Bereiche reduziert.
Im Automobilbau konnte sich das Zweitaktverfahren nicht erfolgreich etablieren; im Laufe der 1960er Jahre wendeten sich die letzten Automobilhersteller wie Saab, Suzuki, Mitsubishi und Auto Union vom Zweitaktverfahren ab. Besonders lange wurde der Zweitaktmotor im Automobilbau der DDR beibehalten; noch 1962 sah man sich als eine Domäne des Zweitaktmotorenbaus und war voller Erwartung, die prinzipbedingten Nachteile dieses Motors noch zu bewältigen. Dies gelang schließlich nicht, aber aus politischen Gründen hielt man am Zweitakter fest, so dass die bis 1990 gebauten Fahrzeuge Trabant 601 und Barkas B 1000 die weltweit letzten serienmäßigen Pkw und Lkw mit Zweitaktmotor waren.
Längeren Bestand hatte der Zweitakter im Motorradbau. Vorteilhaft war hier das Motorgewicht, welches kleinere und wendigere Motorräder erlaubte. Viele Motorradfahrer störten sich nicht an den Geräusch- und Abgasemissionen oder am unkultivierten Leerlaufverhalten. Im Motorradrennsport spielte der Zweitaktmotor seine prinzipbedingten Vorzüge gegenüber Viertaktmaschinen aus.
Ab 1994 setzten gesetzliche Verbote, aus Gründen der Luftreinhaltung, der Neuzulassung von Motorrädern mit Zweitaktmotor ein Ende.
In Anwendungsbereichen, in denen Lageunabhängigkeit, Einfachheit und geringes Leistungsgewicht wichtig sind, konnte sich der Zweitaktmotor weiterhin halten: Kleine mobile Arbeitsgeräte (insbesondere Kettensägen), Bootsmotoren, Jet-Ski, Ultraleichtflug-Motoren und Kleinmotoren (Modellbau).
In Kraftwerken und sehr großen Schiffsantrieben werden große Zweitakt-Dieselmotoren (Langsamläufer) verwendet. Sie zählen zu den effizientesten Kraftmaschinen und können auch billigsten Kraftstoff (Schweröl) verwerten. Dort zählt die Wirtschaftlichkeit, da Abgasemissionen in der Schifffahrt nur langsam reglementiert werden.

### Aktuelle Entwicklungen
Nach wie vor gibt es Bemühungen, das Spülverlust- und Abgasproblem des Zweitaktverfahrens zu bewältigen, um die Vorzüge gegenüber Viertaktmotoren wieder breiter nutzbar zu machen.
Motorradhersteller wie Beta, KTM, GasGas oder Husqvarna bieten Zweitakt-Ottomotoren für ihre modernen Geländesportfahrzeuge an. Bei KTM sind dies mittlerweile ausnahmslos Motoren mit Direkteinspritzung und Umkehrspülung. Die Spülverluste halten sich dadurch in Grenzen, sodass die Motoren effizienter und sauberer werden. Darüber hinaus existiert seit 2007 das Envirofit-International-Projekt, bei dem herkömmliche Zweitaktmotoren auf Orbital-Direkteinspritzung umgerüstet werden, um umweltfreundlichere Abgaswerte zu erreichen. Dies wird durch Austausch des Zylinderkopfes und Nachrüstung einer Einspritzung (Bausatz) erreicht. Das Ziel dieses Projektes ist es, die millionenfach in Asien anzutreffenden Leichtkrafträder mit herkömmlichen Zweitaktmotoren und damit entsprechenden Umweltproblemen durch eine Umrüstung zu umweltfreundlicheren Fahrzeugen zu machen. Weitere Beispiele sind unter anderem BRP-Rotax-Motoren, die dank eines Direkteinspritzungssystems (Ficht FFI) umweltfreundlicher wurden, so auch die Rotax-Baureihe, die auch in Schneemobilen der Ski-Doo-Serie eingesetzt werden. Tohatsu baut Zweitaktmotoren mit dem TLDI-System (Two stroke Low pressure Direct Injection) für Boote, Yamaha hat das sogenannte HPDI-System (High Pressure Direct Injection).
Mehrere kleine Unternehmen haben funktionsfähige Gegenkolbenmotoren entwickelt oder sind dabei, sie zu entwickeln, um deren potenziell geringeren Verbrauch nutzbar zu machen. Ungewöhnlich ist die Bauweise des Pivotalmotors, der es mit wassergekühltem Pivotal-Kolben und Direkteinspritzung ermöglicht, die Spülverluste auf ein Minimum zu reduzieren und mit Gemischen von bis zu 1 : 300 gegenüber herkömmlichen Kolbenanordnungen (in der Regel 1 : 50 bis 1 : 100) zu arbeiten.

## Arbeitsweise
In Zweitaktmotoren ist unabhängig von Bauart und Kreisprozess der nachfolgend beschriebene Ablauf verwirklicht; die Beschreibung beginnt mit dem unteren Totpunkt. Bei Benzin-Zweitaktmotoren wird im Kurbelkasten Luft oder Gemisch angesaugt und vorverdichtet. Große Dieselzweitaktmotoren haben zum Gaswechsel Spülgebläse.
(Die Vorgänge unterhalb des Kolbens bei Zweitaktmotoren mit Kurbelkastenspülung sind zur Darstellung kursiv geschrieben.)
Erster Takt: Verdichten / Ansaugen
- Durch die Aufwärtsbewegung des Kolbens wird das im Zylinder befindliche Gas (Luft oder Brennstoff-Luft-Gemisch) verdichtet. Durch die Verdichtung erhöhen sich Temperatur und Druck des Gases. Der Wärmeaustausch mit der Umgebung ist gering, die Verdichtung verläuft nahezu isentrop.

Der nach oben laufende Kolben vergrößert das Volumen im Kurbelgehäuse, wodurch im Kurbelgehäuse ein Unterdruck entsteht. Sobald der Ansaugkanal vom Vergaser in das Kurbelgehäuse freigegeben wird, strömt Frischgas ein.
- Kurz vor dem oberen Totpunkt wird bei Ottomotoren das Brennstoff-Luft-Gemisch durch eine Zündkerze gezündet. Es verbrennt so schnell, dass der Kolben sich in der Verbrennungszeit wenig weiterbewegt, das Volumen bleibt etwa konstant (nahezu isochore Wärmezufuhr). Beim Diesel-Zweitaktmotor beginnt die Treibstoffeinspritzung kurz vor dem oberen Totpunkt. Die Verbrennung dauert etwas länger und der Druck bleibt annähernd gleich (isobare Wärmezufuhr). In beiden Fällen entsteht ein hoher Druck.

Zweiter Takt: Arbeiten / Vorverdichten
- Das heiße Gas expandiert und drückt auf den Kolben, der zurück läuft. Das Gas kühlt sich dabei ab; Wärme wird in mechanische Energie umgewandelt.

Der nach unten laufende Kolben verdichtet dabei das angesaugte Frischgas, sobald der Ansaugkanal verschlossen ist.
- In der Nähe des unteren Totpunktes öffnen sich zuerst die Auslassöffnung und dann die Überström- oder Einlasskanäle. Das Abgas entweicht, zunächst bis der Druck unter den in den Überströmkanälen gefallen ist, der Rest wird durch das einströmende Frischgas ausgespült. Große Dieselmotoren haben gemeinhin gesteuerte Auslassventile und Einlassschlitze. Kleinmotoren sind schlitzgesteuert, das heißt, der Kolben gibt Aus- und Einlassöffnungen im Zylinder frei. Das Frischgas kann ein Kraftstoff-Luft-Gemisch sein oder nur Luft bei Motoren mit Direkteinspritzung.

Mit dem Öffnen der Überströmkanäle kann das vorverdichtete Frischgas aus dem Kurbelraum in den Zylinder einströmen.
Auf dem Weg des Kolbens zum oberen Totpunkt werden Ein- und Auslassöffnungen wieder verschlossen, der Ablauf beginnt wieder mit dem Verdichten. Für die Spülung muss das Frischgas (entweder Gemisch oder Luft) unter Druck stehen. Um diesen zu erzeugen, wird entweder das Kurbelgehäuse und Kolbenunterseite als Pumpe benutzt oder ein externes Ladegebläse verwendet. Abgasturbolader (bei großen Dieselmotoren) werden mit Hilfsgebläsen kombiniert, da beim Anfahren oder bei niedriger Last Druck und Menge des Abgases nicht ausreicht, um sie mit ausreichender Wirkung zu betreiben.
Der ideale Otto- oder Diesel-Kreisprozess nähert dabei den Ablauf im Motor nur an, denn das Gas tauscht Wärme mit der Umgebung aus und Verbrennung und Gaswechsel dauern eine gewisse Zeit. Die Abweichungen werden durch den Gütegrad beschrieben.

## Technische Grundsätze

### Spülung

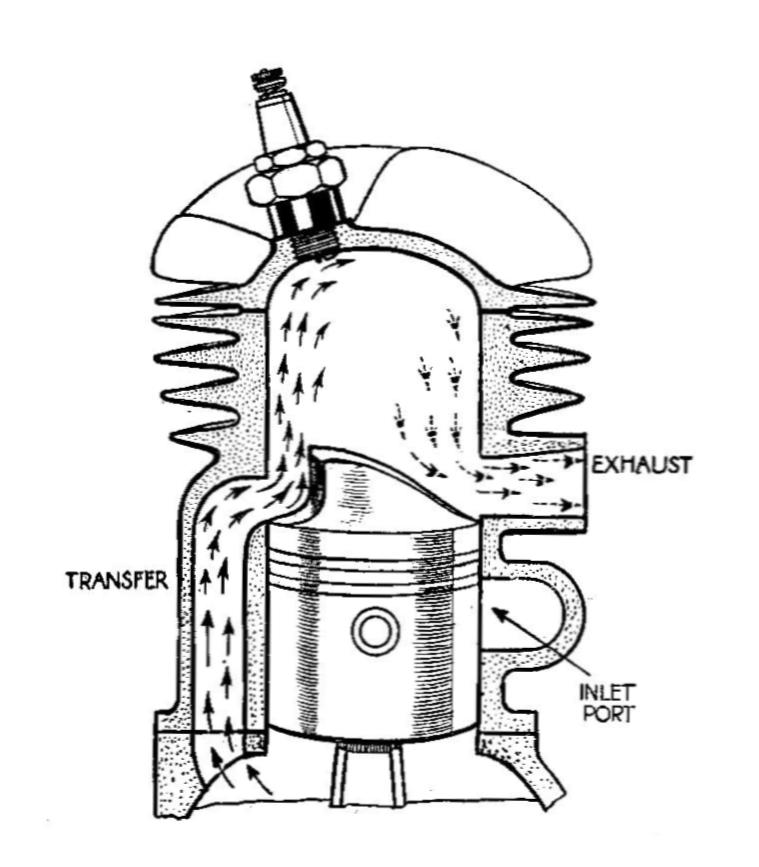
Querstromspülung mit Nasenkolben

Das Ziel der Spülung ist, in der kurzen Zeit, in der Ein- und Auslassöffnungen frei sind, das verbrannte Gemisch zu ersetzen, durch Luft (bei Direkteinspritzung, zum Beispiel Dieselmotor) oder durch das Kraftstoff-Luft-Gemisch (beim Ottomotor mit Saugrohreinspritzung oder Vergaser). Hierbei soll einerseits möglichst wenig Restgas im Zylinder bleiben, andererseits aber auch möglichst wenig Frischgas durch den Auslass verlorengehen. Man unterscheidet drei Varianten der Spülung:

#### Querstromspülung

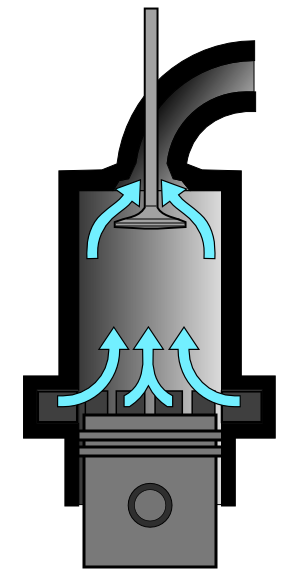
Gleichstromspülung mit Tellerventil

Aus- und Einlasskanal liegen einander gegenüber und werden beide vom Kolben freigegeben und geschlossen. Dabei öffnet sich der Auslass zuerst und schließt sich zuletzt. Um den Zylinder möglichst gut zu spülen, ist entweder der Kolben so geformt, dass er den Einlassstrom in Richtung Zylinderkopf umlenkt (Nasenkolben), oder die Mündung des Überströmkanals ist schräg nach oben gerichtet. Diese Bauart wird heute nur noch selten angewendet, weil andere Spülarten effektiver und weniger verlustbehaftet sind; so war beispielsweise der letzte mehrzylindrige Motorradmotor mit Querstromspülung in der Silk 700 eingebaut.
Noch 2018 gab es Motoren kleiner Leistung wie in Rasenmähern und Kleinkrafträdern mit dieser Art der Spülung; allerdings hat sich auch dort der 4-Takt-Motor weitgehend durchgesetzt.

#### Gleichstromspülung
Bei gleichstromgespülten Motoren liegen Aus- und Einlasskanal an entgegengesetzten Enden des Zylinderraums. Das Frischgas schiebt das Abgas in immer gleiche Richtung vom Einlass zum Auslass. Beim Gegenkolben- und Doppelkolbenmotor dienen nur Schlitze etwas über dem unteren Totpunkt der einzelnen Kolben dem Gaswechsel. Bei Zylindern mit einem Kolben dienen in der Regel Schlitze am unteren Totpunkt dem Einlass und ein gesteuertes Ventil im Zylinderkopf dem Auslass. Der Auslass kann vor dem Einlass geschlossen werden, was die Spülverluste verringert und bei aufgeladenen Motoren notwendig ist.

#### Umkehrspülung

Schnürle-Umkehrspülung

Bei dieser von Adolf Schnürle 1924 entwickelten und patentierten Variante münden zwei gegenüberliegende Überströmkanäle tangential zur Zylinderwandung. Der Auslasskanal liegt zwischen ihnen, also alle drei nebeneinander auf einer Seite des Zylinders. Die beiden Gasströme aus den Überströmkanälen treffen aufeinander und werden an der Zylinderwand in Richtung Brennraum und dort zum Auslasskanal hin umgelenkt. Bis der Gasstrom den Auslass erreicht, hat den der Kolben schon fast geschlossen. Der Frischgasverlust ist geringer als bei der Querstromspülung und der Kolbenboden kann flach ausgeführt werden. Bei der ersten Umkehrspülung gab es nur zwei Überströmkanäle, später wurden Systeme mit Haupt- und Nebenkanälen entwickelt, was in den 1980er-Jahren zu bis zu acht Überströmkanälen führte. Die Umkehrspülung findet bis heute beim Zweitakt-Ottomotor Verwendung.
Beispiele für Steuerwinkel
Je nach Anwendungszweck können die Überström- und Auslasssteuerwinkel erheblich variieren. Bei schlitzgesteuerten Zweitaktmotoren findet man Überströmwinkel im Bereich zwischen 115° und 140° Kurbelwellendrehung, und Auslasssteuerwinkel zwischen 135° und 200° vor, wobei der Auslass stets vor den Überströmkanälen öffnet.

### Gasdynamik
- Nutzung des Kurbelgehäuses als Pumpe („Kurbelgehäusespülung“)

Das Kurbelgehäuse wird zusammen mit der Kolbenunterseite als Pumpe benutzt, um den für die Spülung nötigen Überdruck zu erzeugen. Der Kolben komprimiert in der Aufwärtsbewegung das Gas im Brennraum und erzeugt gleichzeitig im Kurbelgehäuse einen Unterdruck, wodurch Frischgas angesaugt wird. In der Abwärtsbewegung wird dieses dann komprimiert (vorverdichtet). Der Zylindereinlass ist über einen Überströmkanal mit dem Kurbelgehäuse verbunden. In der Nähe des unteren Totpunktes gibt der Kolben die Einlassöffnung frei, und das nun unter Druck stehende Frischgas strömt durch den Überströmkanal in den Zylinder.
- Resonanzen in den Ansaug- und Auspuffrohren

Der Zweitaktmotor ist – wie in geringerem Maße auch der Viertaktmotor sowie ganz allgemein und in unterschiedlichem Ausmaß andere Wärmekraftmaschinen – ein Resonanzsystem, dessen Leistungsentfaltung allerdings im Unterschied zum 4-Takt-Motor sehr stark von den Schwingungseigenschaften der verwendeten Gase abhängig ist (Trägheit). Beim Auslassvorgang kann die Strömung der Abgase durch geeignete Gestaltung der Auspuffanlage besonders effizient genutzt werden.
Sobald der Kolben den Auslass-Schlitz freigibt, strömen die Abgase in den Auspuff. Die Strömungsgeschwindigkeit vermindert sich erst im Diffusor. Solange strömt das Gas unverändert weiter, und durch dessen Trägheit entsteht ein Druckgefälle in Richtung Auspuff (bildlich: Die Gassäule saugt am Auslass). Der Diffusor hat dabei im Gegensatz zu einem weitverbreiteten Irrglauben nur die Aufgabe, das Abgas auf niedrigere Geschwindigkeit zu bringen, ohne dass dabei die Strömung abreißt. Am zweiten Kegelstumpf wird etwas später die Druckwelle reflektiert. Hier staut sich das Gas aufgrund der Trägheit, und die so entstandene Welle läuft in Richtung Zylinderauslass zurück. Dadurch wird Frischgas, das in den Auspuff gedrückt/gezogen wurde, in den Zylinder zurückgeschoben. Dies geschieht vollständig jedoch nur im optimalen Arbeitspunkt, auf den die Abgasanlage berechnet worden ist. Bei abweichender Drehzahl gelangt auch ein Teil der Abgase so wieder in den Zylinder zurück, oder nicht alles Frischgas wird zurückgeschoben. Innerhalb eines gewissen Drehzahlbandes sind diese Verluste aber akzeptabel, da dadurch weder Verbrauch noch Abgasqualität noch Leistung zu stark beeinträchtigt werden. Bei Mofas und Mopeds wird dies allerdings häufig dazu verwendet, die Leistung durch eine Begrenzung der Drehzahl zu drosseln, indem die Abgasanlage auf eine niedrige Drehzahl hin optimiert wird.
Durch diese Art des Ladungswechsels werden die Frischgasverluste erheblich vermindert; man bezeichnet eine solche Abgasanlage als Resonanzauspuff. Die Länge und Form des Auspuffs in Verbindung mit der Höhe der Auslassschlitze entscheiden über das Drehzahlband, welches der Auspuff unterstützt. Bei kurzen Auspuffen und hohen Auslassschlitzen ist die Zeit, in der das verbrannte Abgas wieder reflektiert oder herausgesaugt wird, kürzer, und der Motor somit eher für höhere Drehzahlen konzipiert. Das Gegenteil gilt für lange Auspuffe und flache Auslass-Schlitze. Auf diese Art kann ein Zweitaktmotor auf ein gewisses Drehzahlband relativ gut abgestimmt werden; auf einen einzelnen Lastpunkt etwa in stationärem Betrieb sind die Strömungsverhältnisse dagegen optimal abstimmbar mit entsprechend hohen Wirkungsgraden und gutem Abgasverhalten. Durch Membraneinlass und eine Schwingungskammer am Einlass kann die Resonanzfrequenz in gewissem Maß ebenfalls beeinflusst werden, jedoch bei Weitem nicht so sehr wie durch das beschriebene Resonanzverfahren.
Da in erster Näherung am Ende des Ansaugvorganges immer atmosphärischer Druck im Zylinder ist, kann bei Otto-Zweitaktmotoren von Qualitätsregelung gesprochen werden. Über die Drosselklappe des Einlasssystems wird nur das Verhältnis von Gemisch zu Restabgas im Zylinder variiert. Der im Teillastbereich hohe Anteil von Abgasen im Zylinder führt zu schlechten Verbrennungsgüten mit hohem Kohlenmonoxid- (CO) und Kohlenwasserstoffgehalt (CmHn) im Abgas bei geringen Stickoxidemissionen (NOx).
Der dargestellte Resonanzeffekt wird in geringerem Maße auch bei Viertaktmotoren eingesetzt, um bei Ventilüberschneidung bessere Gaswechsel zu erreichen.

### Schmierung

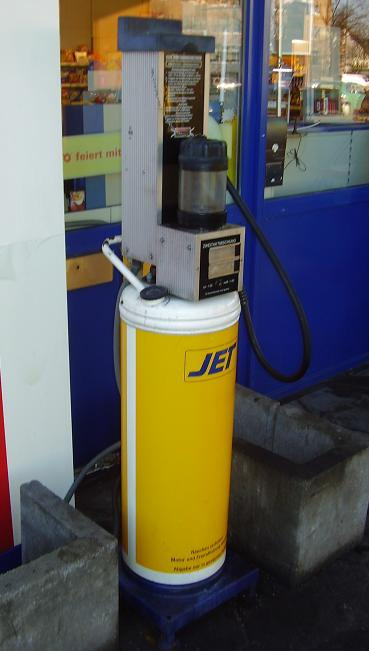
Zapfsäule für Zweitaktmischung

#### Mischungsschmierung
Die Mischungsschmierung ist eine Verbrauchsschmierung, bei der Öl zum Kraftstoff zugemischt wird. Dadurch wird beim Verbrennungsvorgang der Ölbestandteil mit verbrannt. Nachteilig ist die beim Verbrennungsvorgang entstehende Ölkohle, die sich im Arbeitsraum sowie in der Auspuffanlage ablagert und die Leistung des Motors beeinträchtigt. Die Entfernung der Ablagerungen in der Auspuffanlage kann durch „Ausbrennen“ oder chemische Auflösung vorgenommen werden. Anfang der 1930er Jahre lag das Mischungsverhältnis (Öl : Benzin) bei 1 : 10, später wurde dieses auf 1 : 15 und 1 : 18 reduziert. Bis in die 1970er Jahre fuhren Rennmotorräder mit einem Mischungsverhältnis von 1 : 20, teilweise mit Rizinusöl vermischt, um Kolbenklemmern beim Schubbetrieb vorzubeugen. Für normale Motorräder oder Roller war jahrelang das Verhältnis 1 : 25 üblich; so auch beim ersten Modell des Trabant P 50. Durch die Verwendung von Hochleistungsölen wurde das Öl-Benzin-Verhältnis bei Motoren mit Mischungsschmierung im Laufe der Jahre von 1 : 33 (z. B. Trabant P 50) auf 1 : 50 (z. B. Trabant 601) und 1 : 100 reduziert. Moderne Kettensägen und andere tragbare Motorgeräte werden mit einem Mischungsverhältnis von 1 : 50 betrieben (2 % Öl).

#### Getrenntschmierung
Bei der Getrenntschmierung wird das erforderliche Schmieröl getrennt vom Kraftstoff bereitgestellt. Das erste Motorrad von Scott, das 1908 gebaute Grundmodell der 3 3/4, hatte bereits Getrenntschmierung. Bei dem 1934 entwickelten Modell 3S förderten drei Ölpumpen das Frischöl an die Zylinderlaufbahnen. 1961 brachte die Auto Union GmbH für das Modell Auto Union 1000 eine „Frischöl-Automatik“ auf den Markt; das Öl wurde von einem separaten Behälter von einer Dosierpumpe in die Vergaserschwimmerkammer gepumpt und dort im Verhältnis von 1 : 40 vermischt. 1964 entwickelte Yamaha das „Autolube-System“ für Motorräder, bei der das Öl in den Ansaugstutzen des Vergasers geleitet wurde. Bei Volllast erreichte das „Autolube-System“ ein Mischungsverhältnis von 1 : 20, bei Leerlauf 1 : 150.
Die „echte“ Getrenntschmierung bei Serienmotorrädern bot Suzuki im Jahre 1971 mit der GT 750 wieder an, bei der eine Dosierpumpe das Öl direkt an die Schmierstellen (Lager, Zylinderwände) befördert. Die Pumpe befördert das Öl lastabhängig durch die Stellung des Gasgriffs, ein System, das später auch von Kawasaki angewandt wurde und der Ölsumpfschmierung des Viertaktmotors entspricht.

#### Ölumlaufschmierung
Größere Zweitaktmotoren können mit geschlossenem Schmierölkreislauf gebaut werden, vergleichbar einem Viertaktmotor. Typische Vertreter solcher Motoren sind Zweitakt-Diesel für Nutzfahrzeuge. Sie müssen dann ein Ladegebläse haben, da das Kurbelgehäuse nicht zur Vorverdichtung genutzt werden kann.

#### Verlustschmierung
Große Zweitaktmotoren wie Schiffsdiesel können als Kreuzkopfmotoren insbesondere bei älterer Bauart mit Verlustschmierung ausgelegt sein. Dazu werden die Schmierstellen wie Haupt- und Pleuellager oder Kreuzkopf direkt über eine Ölleitung mit Schmierstoff versorgt, der dann neben dem Lager ins Freie austritt und abtropft.

## Steuerungsverfahren

### Einlasssteuerung

#### Kolbenkantensteuerung
Dies ist die weitaus verbreitetste Form, kostengünstig und mechanisch einfach, die vor allem bei kleinen Motoren verwendet wird. Die Kolbenoberkante gibt in der Nähe des unteren Totpunktes die Überström- und Auslassöffnung in der Zylinderwand frei. Die Kolbenunterkante gibt in der Nähe des oberen Totpunktes den Einlass in das Kurbelgehäuse frei. Vorteil ist hierbei die Öffnung und Schließung des Einlasses, der Überströmkanäle (Überströmer) und des Auslasses ohne zusätzliche mechanische Bauteile. Eine andere Bezeichnung hierfür ist Schlitzsteuerung.

#### Drehschiebersteuerung
Bereits 1911 entwickelte Alfred Angas Scott einen wassergekühlten Motor im Modell 3 3/4 mit Drehschiebersteuerung. Der Plattendrehschieber, wie wir ihn heute kennen, wurde in den 1950er Jahren von Daniel Zimmermann aus Grünheide entwickelt, in der DDR patentiert, in Bootsmotoren, Motoren von Kleinstrennwagen (ZPH) und MZ-Rennmotorrädern und am Trabant angewendet. Hierbei wird der Einlass in das Kurbelgehäuse durch eine Öffnung in einer auf der Kurbelwelle angebrachten rotierenden Scheibe geöffnet und verschlossen. Der Vorteil gegenüber kolbenunterkantengesteuerten Motoren ist die Möglichkeit, den Öffnungszeitpunkt unabhängig vom Schließzeitpunkt (asymmetrisch in Bezug auf den Kurbelwellenwinkel) zu steuern. Siehe auch: Schiebersteuerung bei Zweitaktmotoren

#### Membransteuerung

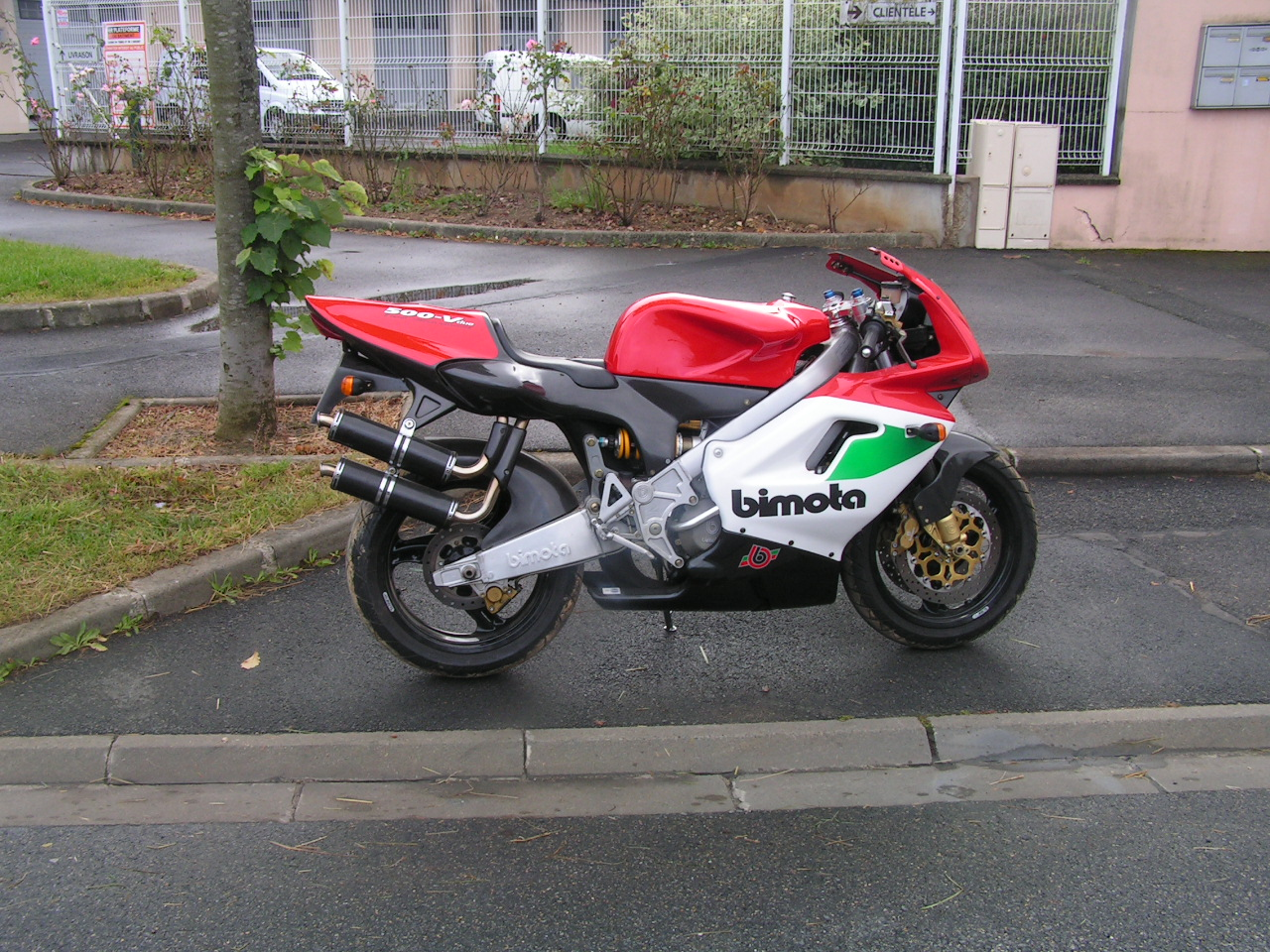
Bimota Vdue

Die schwachfedernde und leichte Membran (auch Zungenventil genannt) öffnet schon bei geringem Unterdruck und schließt schlagartig bei erreichtem Druckausgleich; sie verhindert Zurückblasen und passt sich einem breiten Drehzahlband an. Ein grundlegender Unterschied zwischen einem vom Unterdruck geöffneten Steuerorgan und einem vom Arbeitskolben freigegebenen Schlitz besteht im (relativ) sanften Abheben der Membranen oder Ventile gegenüber dem raschen Öffnen zur Kurbelkammer, in der schon ein nennenswerter Unterdruck herrscht. Das dadurch verschärfte Ansauggeräusch fällt bei Rennmotoren nicht in die Waagschale, wohl aber im Alltag.
Die ersten membrangesteuerten Zweitaktmotoren wurden Anfang der 1920er Jahre gebaut. Dabei handelte es sich um den 5-Liter-Einzylinder-Glühkopfmotor des Lanz Bulldog und einen 0,8-Liter-Zweizylindermotor für Pkw von Grade. Beide Motoren hatten eine unsymmetrische Steuerung des Frischgaseinlasses mittels automatischer Ventile. Während der Grade-Motor Tellerventile hatte, kam beim Lanz-Bulldog bereits eine Membranzungen-Steuerung mit Begrenzung des Öffnungswinkels der Membranzungen zur Anwendung.
Diese fand sich 1927 auch am 350 cm³ Hubraum große Motor des österreichischen Motorrad-Herstellers Titan. Ingenieur Karl Schüber war der Konstrukteur der Einlasssteuerung mit einem 4-Blatt-Membraneinlass. Das Membranventil, als Zungenventil ausgelegt, wurde am Einlasskanal angebracht, das bei Unterdruck im Kurbelgehäuse öffnet und bei Überdruck schließt. Der Vorteil war die automatische Anpassung an die Strömungsverhältnisse bei allen Drehzahlen. Der zuverlässige Arbeitsbereich dieses Membranventils endete bei einer Drehzahl von maximal 5.000 min−1. Trotz seinerzeit noch mäßiger Drehzahlen begrenzten Materialschwierigkeiten bei den Membranen die Anwendungsmöglichkeiten. Membranbrüche traten regelmäßig auf und führten zu Motorschäden. Dennoch orientierte man sich auch bei den Zschopauer Motorenwerken (Marke DKW) am Titan-Motor und brachte von diesem ausgehend 1931 das Motorrad Block 350 mit Membransteuerung heraus. Parallel dazu ergab sich jedoch eine andere Entwicklung: 1932 wurde die neuartige Umkehrspülung von der Auto Union AG in Serie gebracht, die eine erhebliche Leistungssteigerung auch ohne Membransteuerung und höhere Drehzahlen ermöglichte. Dieses Prinzip wurde in der Folge von zahlreichen anderen Herstellern von schnelllaufenden Zweitaktmotoren übernommen. Im Zuge der Verbreitung von Fahrrädern mit Hilfsmotor und Mopeds in der Nachkriegszeit versuchten sich erneut einige Hersteller an der Membransteuerung, darunter Lutz und Anfang der 1960er Jahre auch Fichtel & Sachs. Auch diesen Motoren war jedoch wegen Materialproblemen kein Erfolg beschieden.
1971 entwickelte Yamaha das Membranventil neu, indem die Membranzungen nun eine Dachform aufwiesen. Dadurch wurde ein verhältnismäßig großer Durchflussquerschnitt erreicht. Der Kolben verschließt zunächst den zur Membrane führenden Weg, der Kurbelhausdruck sinkt und reißt die Membranzungen plötzlich auf, wesentlich weiter und wirksamer, auch zum Anfachen der gewünschten Schwingungen. Da der Ansaugkanal außerdem als (fünfter) Überströmkanal dient, erzeugen die nach oben strömenden Frischgase hinter den Membranzungen einen statischen Unterdruck – je schneller, umso stärker – und saugen ein zusätzliches Quantum Frischgas an, direkt vom Ansaugweg in den Arbeitszylinder. Hinzu kam, dass Yamaha die Materialprobleme lösen konnte. Zunächst waren die Membranzungen dünner Federstahl, die aber nicht direkt auf dem Druckgussgehäuse, sondern auf einer speziellen Gummischicht auflagen. Der Effekt war eine Aufpralldämpfung der Zungen beim Schließen, das sich nicht sofort, sondern wellenartig vollzieht. Herbert Friedrich (Entwickler des Drehschiebers bei der Auto Union AG und später des Trabantmotors) nahm an, dass Yamaha hierbei die gesammelten Erfahrungen mit Schwingungen im Instrumentenbau geschickt auf die Motorenentwicklung übertragen habe.
Dieses Prinzip erlaubte es schließlich, sämtliche Serienmotoren ungeachtet dreistelliger Literleistungen mit Membranen und besserem Drehmomentverlauf auszustatten. Das Zungenventil arbeitet bis zu einer Drehzahl von 8.000 min−1 zuverlässig. Neueste Technik ersetzt die Metall-Membranzungen durch glas- oder kohlenstofffaserverstärkte Membranzungen. Die Massenträgheit ist geringer als bei Metall-Membranplättchen. Ein weiterer positiver Nebeneffekt des membrangesteuerten Motors sind deutlich bessere Verbrauchswerte.

#### Kraftstoffeinspritzung
Der Gutbrod Superior und der Goliath GP 700 mit Zweitaktmotor waren 1951 die ersten Pkw mit Benzindirekteinspritzung. Das unter der Leitung von Hans Scherenberg entwickelte System wurde von Bosch zugeliefert. Die NSU Motorenwerke stellten in den 1950er Jahren Versuche mit Benzindirekteinspritzung (mechanische Druckstoßeinspritzung) an Motorradmotoren an. Motobécane entwickelte 1973 zusammen mit Bosch eine analoge elektronische Saugrohreinspritzung in die Überströmkanäle an ihrem Dreizylinder-Zweitaktmotorrad, der Motobécane 350, zur Serienreife. 1997 stellte Bimota mit der Vdue einen Zweizylinder-Zweitaktmotor mit Benzindirekteinspritzung vor. Zwei Einspritzdüsen je Zylinder spritzten in Höhe der Überströmkanäle den Kraftstoff direkt in den Zylinder ein. Aprilia folgte im Jahre 2001 mit dem 50-cm³-Roller SR 50 DiTech mit Benzindirekteinspritzung.

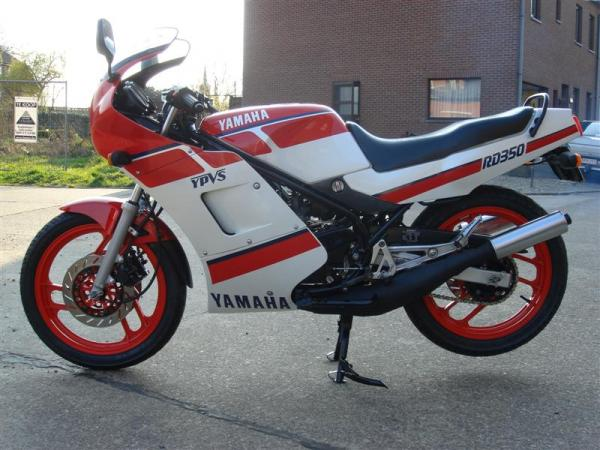
Yamaha RD 350 YPVS 1WW

### Auslasssteuerung
Die erste Form der Auslasssteuerung stammt von Yamaha, durch eine Veränderung der Öffnungsdauer des Auslasskanals. Dabei wurde mit einem kleinen Walzendrehschieber der Öffnungsquerschnitt des Auslasskanals nur bei höheren Drehzahlen ganz freigegeben. Das erste rein mechanisch gesteuerte Yamaha-Power-Valve-System (YPVS) erschien 1978 bei der OW 35, der 500-cm³-Rennmaschine von Yamaha. Die elektronische Steuerung folgte ab 1983, auch im Serienmotor bei dem Modell RD 350 LC YPVS. Bei der Version von Suzuki (Suzuki Intake Power Chambre) wird mittels Walzdrehschieber bei niedrigen Drehzahlen eine zusätzliche Resonanzkammer geöffnet; so auch beim System von Kawasaki (Kawasaki Integrated Power-Valve). Bei der Auslasssteuerung von Honda (Autocontrol Torque Amplification Chamber, kurz ATAC) wird bei niedrigen Drehzahlen das Auspuffvolumen vergrößert (Beispiel Honda NS 400 R). Der Füllungsgewinn der Auslasssteuerung erreicht zwischen 20 und 40 % gegenüber der ungesteuerten Version.

## Bauweise als Ottomotor
- Einzylinder: Bei tragbaren Geräten wird der Zweitaktmotor üblicherweise als gebläsegekühlter Einzylinder ausgelegt.
- Zweizylinder: Zweizylinder in Reihe (Kurbelwelle quer zur Fahrtrichtung) waren anfangs luft- später wassergekühlt (DKW); mit Drehschiebersteuerung liegt der Primärantrieb zwischen den Zylindern. Pkw mit Zweizylinder-Zweitaktmotor waren die DKW F 1 bis DKW F 8 und deren Nachfolger; in der BRD DKW F 89 und in der DDR der IFA F 8, der P 70 und die Pkw der Marke Trabant. Hinzu kamen verschiedene Modelle von Lloyd (Automarke) und das Goggomobil. Auch in Schweden (Saab 92), Japan (Kei-Cars verschiedener Hersteller) und Italien (Vespa 400) wurden Zweizylinder-Zweitaktmotoren in Autos eingebaut.
- Dreizylinder: Das Motorrad Scott 3S von 1934 hatte einen Dreizylinder-Zweitaktmotor längs eingebaut; ein Motorenexemplar soll 1939 an die Auto Union AG verkauft worden sein.[27] Die Auto Union AG präsentierte 1939 den dreizylindrigen DKW F 9, 1950 brachten der Industrieverband Fahrzeugbau mit dem IFA F 9 und 1953 die Auto Union GmbH mit dem DKW F 91 einen Dreizylinder im Pkw auf den Markt. Deren Nachfolger wurden von der Auto Union GmbH bis 1966 endend mit dem DKW F 102 und von IFA bis 1989 endend mit dem Wartburg 353 gebaut. Kawasaki führte 1969 in der Kawasaki 500 H1 einen luftgekühlten und Suzuki 1971 in der Suzuki GT 750 einen wassergekühlten Dreizylinder-Reihenmotor bei Motorrädern serienmäßig ein; Motobécane folgte 1973 mit dem Modell Motobécane 350. Darüber hinaus wurden aus dem Rennsport die Dreizylinder mit zwei stehenden und einem liegenden Zylinder von der Auto Union GmbH (1953) entwickelt und eingesetzt; zwei liegende und ein stehender Zylinder wurden 1983 von Honda (NS400 R, wassergekühlt) gebaut. Als Sternmotor wurden Dreizylinder von der Firma König um 1937 mit 500 cm³ Hubraum als Bootsmotor, und in den 1990er Jahren in unterschiedlichen Hubraumvarianten als Antrieb für Ultraleichtflugzeuge gebaut.
- Vierzylinder: Bei Pkw kamen diese nur beim DKW 4=8 (V-Motor) und Aero 50 zur Verwendung. Der Vierzylinder-Zweitaktmotor mit quadratisch angeordneten Zylindern wurde in dem Motorrad-Modell RG 500 Gamma von Suzuki, und in Form eines 50°-V-Motors mit zwei Kurbelwellen in der RD 500 LC von Yamaha eingesetzt.
- Sechszylinder: In Rennbooten gab es V6-Motoren.
- Achtzylinder: Von Galbusera entwickelt. Außerdem wurde von Evinrude in den 1980er Jahren mit den Reihen 250XP, 270XP, 300XP bzw. 3.6XP und dem 4.0XP Zweitakt-V8-Motoren entwickelt und produziert. Der 300XP hält den Geschwindigkeitsrekord für Außenbordmotoren auf Wasser mit über 175 mph (280 km/h). In der Standardversion schöpft er 230 kW (300 PS) bei 6.250/min aus 3,6 Litern Hubraum. Der Motor war später ebenfalls in einer 4,0-Liter-Version verfügbar, allerdings mit unwesentlich mehr Leistung.

## Sonderbauarten

### Doppelkolbenmotor

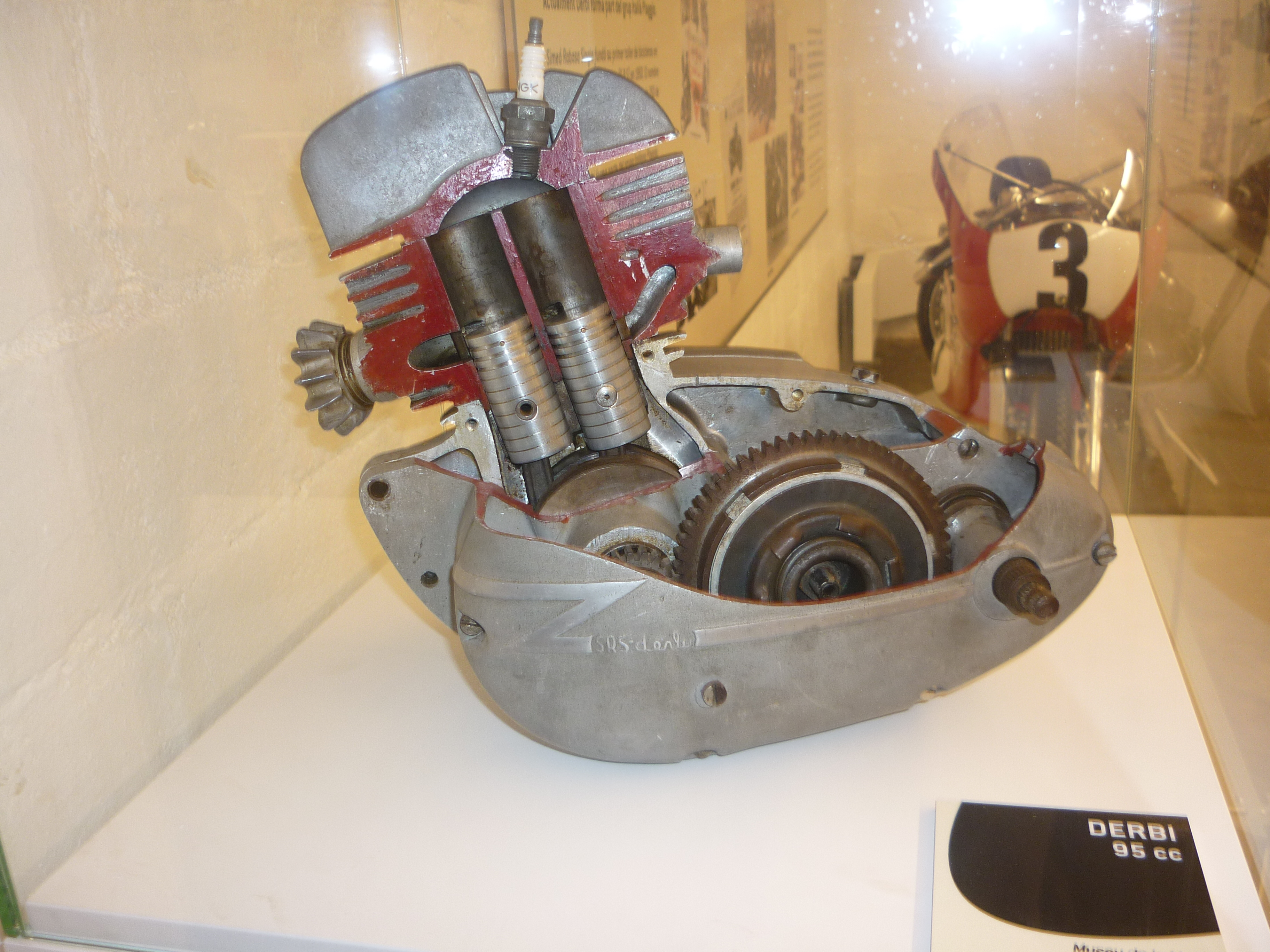
Doppelkolbenmotor

Beim Doppelkolbenmotor arbeiten zwei Kolben in einem gemeinsamen Brennraum; meist steuert ein Kolben die Überström-, der andere die Auslassöffnungen. Je nach Konstruktion des Kurbeltriebes kann man dadurch unsymmetrische Steuerzeiten erzielen.
Man unterscheidet nach den Kurbeltrieben folgende Bauarten:
- Ein quer zur Kurbelachse gegabeltes Pleuel mit Schiebestück (z. B. Puch 250 S4).[44]
- Das Haupt- und Nebenpleuel (Anlenkpleuel) nach dem Patent von Arnold Zoller.[45] (Auch bei Nachkriegs-Puchs und Manet S 90.)
- Eine Kurbelwelle mit zwei, um mehrere Winkelgrade gegeneinander versetzten Kröpfungen und separaten Pleueln für jeden Kolben. (Triumph BD 250.[46] Mit anderer Zylinderanordnung auch bei der Puch 350 GS.)
- Eine Kurbelwelle mit einer Kröpfung und längs (d. h. parallel) zur Kurbelachse gegabeltem Pleuel (Triumph BDG).[47] Diese Version ermöglicht Gleichstromspülung, jedoch keine unsymmetrischen Steuerzeiten.

Vorteile:
- Gleichstromspülung, das heißt geringere Durchmischung von Alt- und Frischgas.
- Größere Überströmkanäle und Auslassöffnungen, da man einen größeren Zylinderquerschnitt zur Verfügung hat.
- Geringere Spülverluste, besonders wenn keine spezielle Resonanzauspuffanlage vorgesehen ist.

Nachteile:
- Problematische Kühlungssituation der dünnen Wand zwischen den Zylinderbohrungen.
- Keine beliebige Gestaltung der Brennraumform möglich, da auf eine möglichst strömungsgünstige Umlenkung des Frischgases durch den Brennraum geachtet werden muss.

Durch die systematische Erforschung und Nutzbarmachung der Schwingungsvorgänge im Auspuffsystem seit Ende der 1950er Jahre überwiegen heute im Kleinmotorenbereich die Nachteile des Doppelkolbenmotors gegenüber dem umkehrgespülten Einkolbenzweitakter.

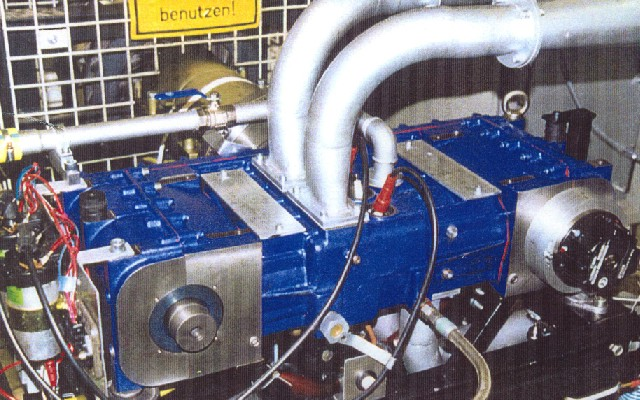
Moderner Gegenkolbenmotor

### Gegenkolbenmotor
Beim Gegenkolbenmotor arbeiten zwei Kolben gegeneinander in einem Zylinder. Diese Lösung hat bei gleicher Kolbenanzahl geringere thermische Verluste, da die Zylinderköpfe fehlen. Es gibt sie mit zwei (oder drei, dann auch drei Zylinder) per Zahnradgetriebe gekoppelten Kurbelwellen oder mit einer Kurbelwelle und langen Zwillingspleueln, die über ein Joch auf den zweiten Kolben wirken, oder der Kurbelwelle unter den liegenden Zylindern und Kipphebeln mit je zwei Pleueln.

### Ventil-Zweitakter
Tellerventile im Zylinderkopf zur Auslasssteuerung werden bei langhubigen Zweitaktern in Großdieselmotoren verwendet. Die Gleichstromspülung hat thermo- und spüldynamische Vorteile und ermöglicht unsymmetrische Ein- und Auslasssteuerzeiten.

## Rennsport

### Formel 1
Theoretisch erreicht der Zweitaktmotor bei gleichen Voraussetzungen (Hubraum, Drehzahl) die doppelte Leistung eines Viertaktmotors. In der Praxis erreicht er durch den hohen Abgasanteil an der Frischgasladung nicht den Mitteldruck eines Viertakters. Das Reglement der Formel 1 verbietet seit 1984 den Einsatz von Zweitaktmotoren; 1934–1937 war in der Vorläuferklasse nur das Fahrzeuggewicht auf 750 kg limitiert, sodass es Versuche gab, mit aufgeladenem Doppelkolbenmotor an der Rennserie teilzunehmen.

### Motorradsport
Bei Motorradrennen ist der Zweitaktmotor erst 1911 in dem Rennmotorrad Scott Modell 3 3/4 von Alfred Angas Scott gegenüber dem Viertaktmotor konkurrenzfähig geworden. 1912 und 1913 gewannen Fahrer auf Scott Modell 3 3/4 die Rennen der Senior-Klasse der Isle of Man TT auf dem Snaefell Mountain Course.
1932 erschienen die ersten Rennmotorräder mit Doppelkolbenmotor von der Auto Union AG (Marke DKW), später mit Kolbenladepumpe. Das erfolgreichste Modell in der Klasse bis 250 cm³ Hubraum war vor dem Zweiten Weltkrieg die nahezu unschlagbare DKW ULD 250.
Die 1949 eingeführte Motorrad-Weltmeisterschaft dominierten Zweitaktmotoren in den Klassen bis
- 50 cm³ von 1962 bis zur Auflösung der Klasse 1983, unterbrochen nur in der Saison 1965 von Honda mit Viertaktmotor,
- 80 cm³ von 1984 bis zur Auflösung der Klasse 1989,
- 125 cm³ von 1967 bis zur Auflösung der Klasse und dem Verbot des Zweitakters 2011,
- 250 cm³ von 1968 bis zur Auflösung der Klasse und dem Verbot des Zweitakters 2009,
- 350 cm³ von 1974 bis zur Auflösung der Klasse 1982,
- 500 cm³ von 1975 bis zur Auflösung der Klasse und dem Verbot des Zweitakters 2001.

Der letzte dominante 500-cm³-Zweitakter war der Seriensieger ab der Saison 1994, die Honda NSR 500, die in ihrer letzten Ausbaustufe 132 kW Spitzenleistung erzielte.

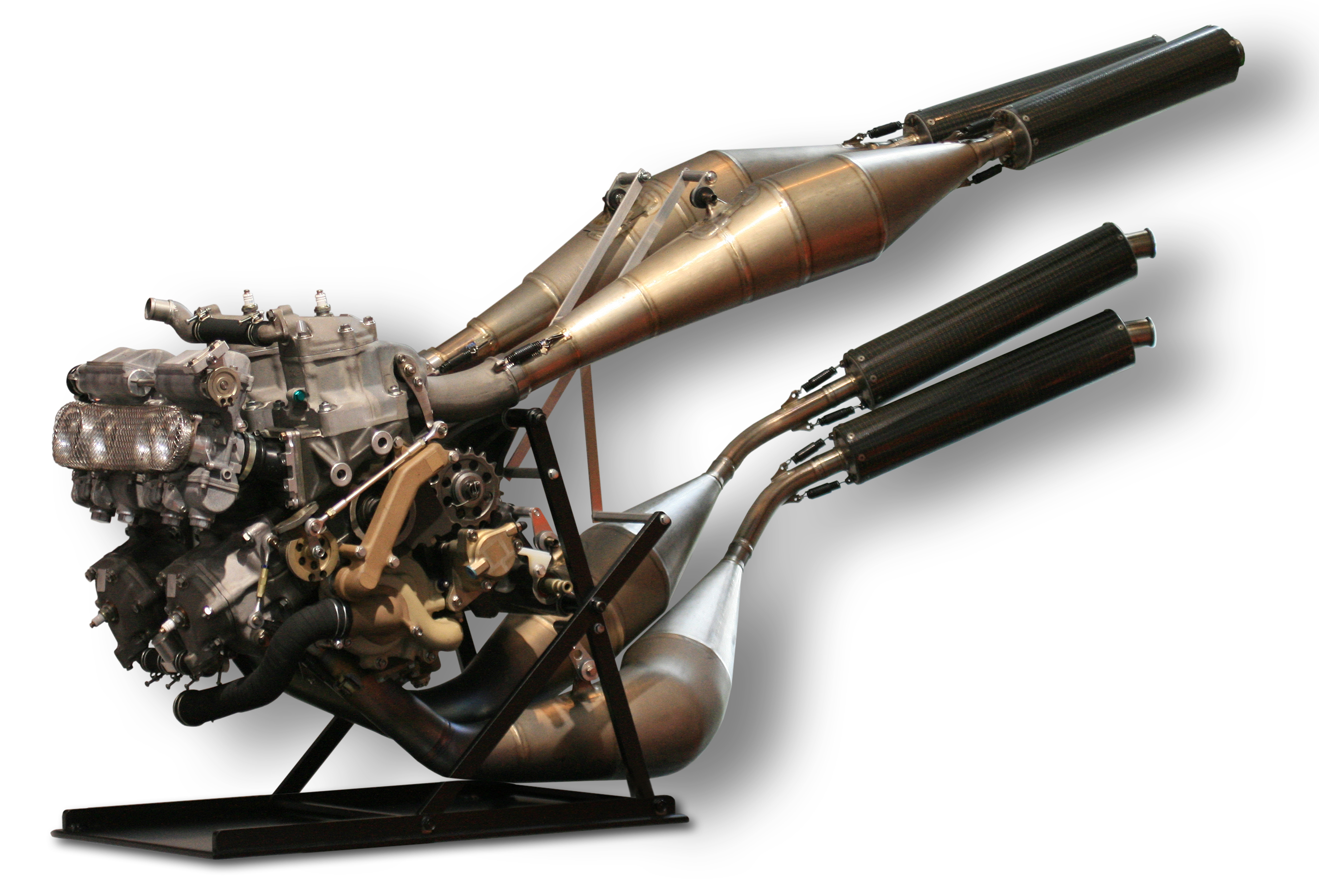
2-Takt-Motor der Honda NSR 500 (1997): 4 Zylinder, 499 cm³, 112° V-Winkel, flüssigkeitsgekühlt, 125 kW (ab 1998: 132 kW)

Motorradgespann: Von 1975 bis 1996 und im Sidecar-Worldcup 1997 dominierten Zweitaktmotoren. 2001 wurden die 500-cm³-Zweitakter verboten und durch 1000-cm³-Viertakter ersetzt.
Die Zeit der Zweitaktmotoren in Straßenrennmotorrädern dauerte von 1911 bis 2012, wo sie mit Einführung der Moto3-Klasse endgültig endete. Im Geländesport (Endurosport) dominiert der moderne Zweitakter nach wie vor durch die kompakte und leichte Bauweise bei vergleichsweise hoher Leistungsausbeute. Bekannte Hersteller für Wettbewerbs-Zweitakter sind KTM, Beta, GasGas, Yamaha und Sherco.

### Rennboote
Der Zweitaktmotor wird heute noch regelmäßig als Antrieb für Rennboote im Motorbootsport der Union Internationale Motonautique eingesetzt. In der Klasse bis 2600 cm³ erreicht z. B. ein V-60-Grad-6-Zylinder-Außenbordmotor 200 PS (147 kW) bei 6500–7000 min−1.

## Bootsmotoren
Als Außenbordmotoren finden Zweitakter Grenzen hinsichtlich der Öl-Emissionen, die beim Verbrennungsvorgang auch in die Gewässer gelangen. Erste Regelungen finden sich in der 1993 erlassenen Bodensee-Schifffahrts-Ordnung. Seit 1. Januar 2007 existieren als eine Richtlinie Emissionsvorschriften für Zweitaktmotoren europaweit. Die darin enthaltenen Grenzwerte sind für Zweitaktmotoren, wenn überhaupt, nur mit Direkteinspritzung zu erreichen. Entsprechend der Landesschifffahrtsverordnungen einzelner Länder können nach geltendem Recht jedoch Abweichungen von der Richtlinie bestehen. So ist in der LSchiffV Brandenburg lediglich die Begrenzung des Ölgehaltes im Kraftstoff auf 2 % vorgeschrieben.

## Emissionen von Zweitaktmotoren

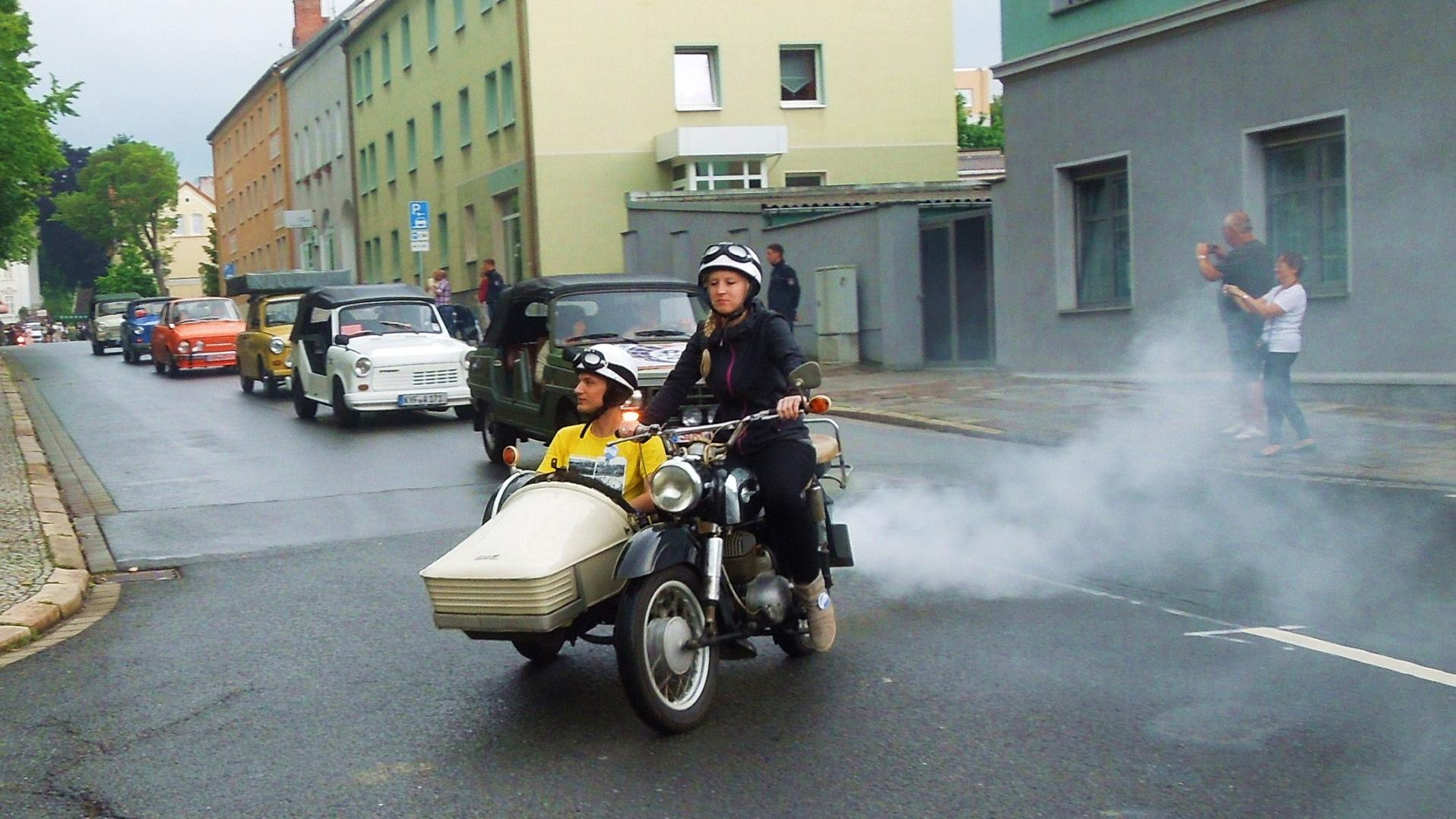
MZ-Motorradgespann mit übermäßiger „Abgas-Fahne“, hervorgerufen durch fehlerhafte Motor- bzw. Vergasereinstellung und/oder zu hohem Zweitaktöl-Anteil im Zweitaktgemisch.

Einfache und kleine Zweitaktmotoren haben günstigere Rohemissionen von Stickoxiden (NOx), beispielsweise liegen diese beim Trabantmotor bei nur einem Zehntel im Vergleich zu einem ähnlich kleinen Viertaktmotor (gemessen jeweils ohne Katalysator). Auch die Kohlenmonoxid-Emissionen (CO) liegen günstiger als bei vergleichbaren Viertaktmotoren. Beispielsweise wies der Wartburg 353 schon Anfang der 1970er Jahre in der Werkseinstellung unter 2,0 Vol% CO im Leerlauf auf, – ein Wert, den damalige Viertaktmotoren kaum erreichen.
Das Problem des Zweitaktmotors sind jedoch die sehr großen Emissionen der deutlich riech- und sichtbaren Kohlenwasserstoffe. Diese sind zum Teil gesundheitsschädlich, beispielsweise kann im Abgas Benzol enthalten sein.
Die Gründe für die hohen Emissionen von Kohlenwasserstoffen sind:
- Spülverluste, durch die unverbranntes Kraftstoff-Öl-Gemisch ins Abgas gelangt.
- Die Kolbenringe überlaufen die Spülöffnungen; dadurch wird Öl von der Zylinderwand in den Gasstrom gerissen, was zu mehr Emissionen, auch bei Motoren mit Ölsumpfschmierung, führt. Der Zweitaktmotor hat ein oder zwei Kolbenringe, der Viertaktmotor in der Regel drei (Verdichtungsring, Zwischenring und Ölabstreifring).[61][62]
- Inhomogene, das heißt unvollständige Verbrennung des Gemischs führt zu Emission von Verbrennungszwischenprodukten, auch von Feinstaub.[63]

Mit großen Zweitaktmotoren lassen sich hingegen prinzipiell gute Emissionswerte erzielen.

### Gesetzliche Grenzwerte und Verdrängung aus dem Kraftfahrzeugbereich
Als im Jahr 1970 Grenzwerte für Kohlenwasserstoff-Emissionen von Pkw in der EG eingeführt wurden, bedeutete dies das Aus für den Zweitaktmotor im Pkw. In der DDR wurde zwar ebenfalls der Grenzwert von 4,5 Vol.-% für CO-Emissionen 1971 im Landeskulturgesetz festgelegt, allerdings kein Grenzwert für Kohlenwasserstoffe. Deshalb konnten in der DDR weiterhin Pkw mit Zweitaktmotor neu verkauft werden. Ende der 1980er Jahre war die DDR der einzige verbliebene Hersteller von Zweitakt-Pkw, auch in anderen Ostblock-Staaten wurden zu dieser Zeit keine Autos mit Zweitaktmotor mehr hergestellt. Die außergewöhnliche Entwicklung in der DDR wurde erst im Zusammenhang mit der politischen Wende gestoppt, und der bis Juli 1990 gebaute Trabant 601 war das weltweit letzte produzierte Serien-Auto mit Zweitaktmotor.
Wesentlich später griffen Grenzwerte für Kohlenwasserstoffe bei Motorrädern. Nachdem der Zweitaktmotor vom Rennsport im Jahr 1994 aus Gründen der Luftreinhaltung ausgeschlossen wurde, kam es 1999 mit der Euro-1-Norm zu einer Begrenzung des zulässigen Kohlenwasserstoff-Ausstoßes. Im Zuge der Euro-2-Norm ab 2003 wurden größere Motorräder mit Zweitaktmotor fast vollständig verdrängt: Eines der letzten Zweitaktmotorräder mit Straßenzulassung über 150 cm³ Hubraum war die bis 2002 gebaute Aprilia RS 250 mit 249 cm³ Hubraum und 55 PS/40 kW Leistung, die den überarbeiteten Motor der Suzuki RGV 250 Gamma hatte. Tatsächlich gelang es einigen Herstellern aber auch noch, Zweitaktmotoren zu bauen, die die bereits relativ strenge Euro-3-Norm erfüllten, darunter Vespa mit der PX 125/150 und KTM mit der Freeride 250 R. Das endgültige Aus für den Zweitakter in Motorrädern brachte dann jedoch die ab 2016 geltende Euro-4-Norm. Allerdings produziert der tschechische Hersteller Jawa bis heute Zweizylinder-Zweitakt-Motorräder und verkauft diese in Nicht-EU-Staaten.
Kleine Motorroller mit Zweitaktmotoren (bis 50 cm³ Hubraum) nahmen noch bis vor einigen Jahren durch ihre gesundheitsschädlichen Emissionen eine dominante Rolle bei der Luftverschmutzung in großen Städten ein. Hintergrund war, dass die Euro-3-Norm für Kleinkrafträder nicht umgesetzt wurde, sodass es erst mit der Einführung der Euro-4-Norm auch für Kleinkrafträder im Jahr 2016 zu einem Einbaustopp von Zweitaktmotoren kam. Bis dahin waren Kleinkrafträder mit Zweitaktmotor am Markt noch relativ stark verbreitet gewesen.
|            | Emissionsgrenzwerte für Motorräder Angaben in mg/km | Emissionsgrenzwerte für Motorräder Angaben in mg/km | Emissionsgrenzwerte für Motorräder Angaben in mg/km | Emissionsgrenzwerte für Motorräder Angaben in mg/km | Emissionsgrenzwerte für Motorräder Angaben in mg/km |
| ---------- | --------------------------------------------------- | --------------------------------------------------- | --------------------------------------------------- | --------------------------------------------------- | --------------------------------------------------- |
| Norm       | Euro 1                                              | Euro 2                                              | Euro 3                                              | Euro 4                                              |                                                     |
| Typprüfung | ab 17. Jun. 1999                                    | ab 1. April 2003                                    | ab 1. Jan. 2006                                     | ab 1. Jan. 2016                                     |                                                     |
| CO         | 8.000 / 13.000 3                                    | 5.500                                               | 2.000                                               | 1.140 / 1.000 6                                     |                                                     |
| HC         | 4.000 / 3.000 3                                     | 1.200 / 1.000 5                                     | 800 / 300 5                                         | 170 / 380 4 / 100 6                                 |                                                     |
| NOx        | 100 / 300 3                                         | 300                                                 | 150                                                 | 90 / 70 4 / 300 6                                   |                                                     |
| PM         |                                                     |                                                     |                                                     | 80 6                                                |                                                     |

|              | Emissionsgrenzwerte für Kleinkrafträder (KKR) und Pkw Angaben in mg/km | Emissionsgrenzwerte für Kleinkrafträder (KKR) und Pkw Angaben in mg/km | Emissionsgrenzwerte für Kleinkrafträder (KKR) und Pkw Angaben in mg/km | Emissionsgrenzwerte für Kleinkrafträder (KKR) und Pkw Angaben in mg/km |
| ------------ | ---------------------------------------------------------------------- | ---------------------------------------------------------------------- | ---------------------------------------------------------------------- | ---------------------------------------------------------------------- |
| Norm         | Euro 4 (KKR)                                                           | Euro 5 (Pkw)                                                           | Euro 6b (Pkw)                                                          |                                                                        |
| Typprüfung   | ab 1. Jan. 2016                                                        | ab 1. Jan. 2011                                                        | ab 1. Sept. 2015                                                       |                                                                        |
| CO           | 1.000                                                                  | 1.000                                                                  | 1000                                                                   |                                                                        |
| HC           | 630                                                                    | 100                                                                    | 100                                                                    |                                                                        |
| NOx          | 170                                                                    | 60                                                                     | 60                                                                     |                                                                        |
| PM           | –                                                                      | 4,5 7                                                                  | 4,5                                                                    |                                                                        |
| Partikelzahl | –                                                                      | –                                                                      | 6·1011                                                                 |                                                                        |

(Stand Dezember 2016)

## Diesel-Zweitakter

### Historische Diesel-Zweitakter

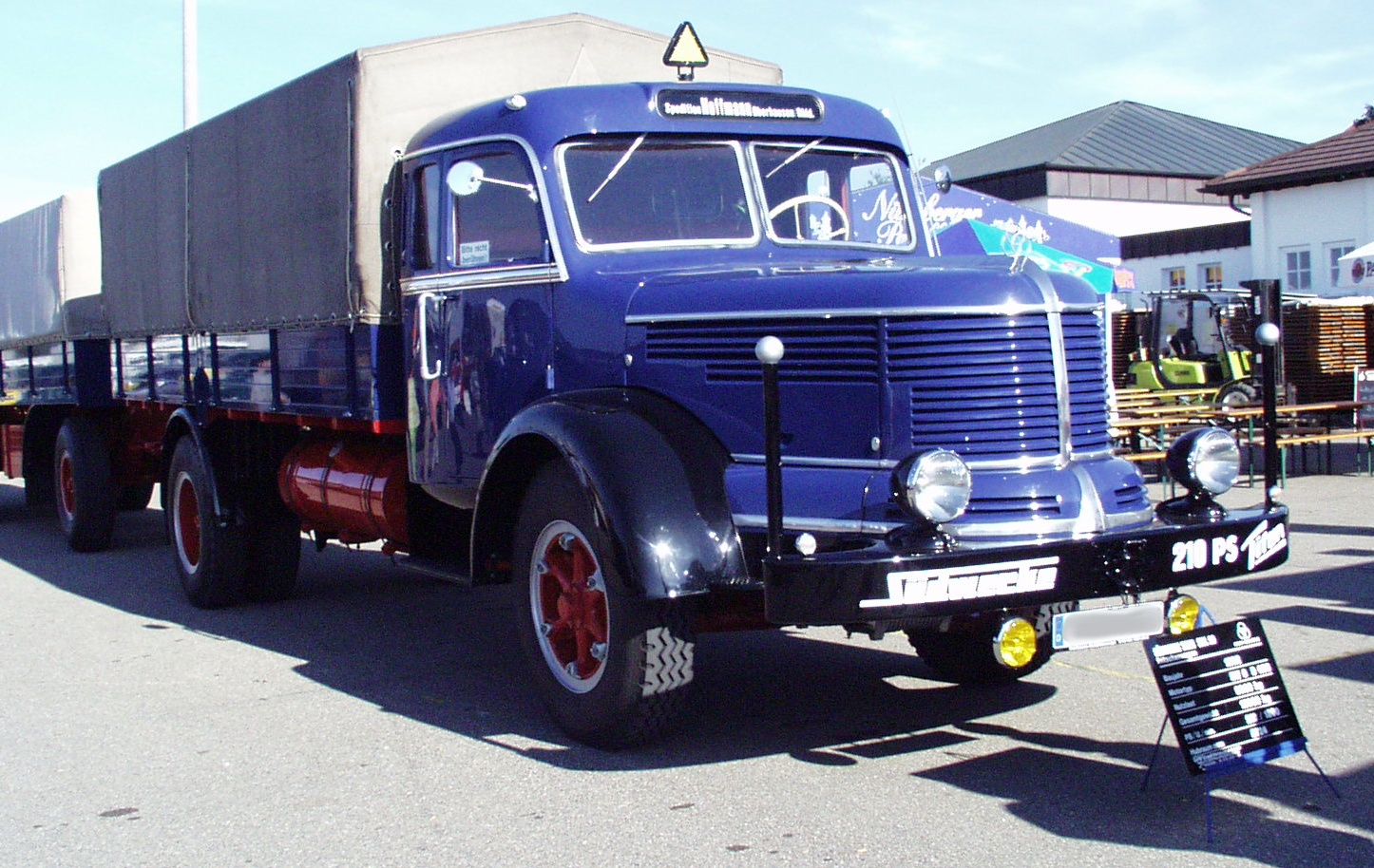
Einer der größten Lastkraftwagen mit Diesel-Zweitaktmotor ist der Krupp Titan

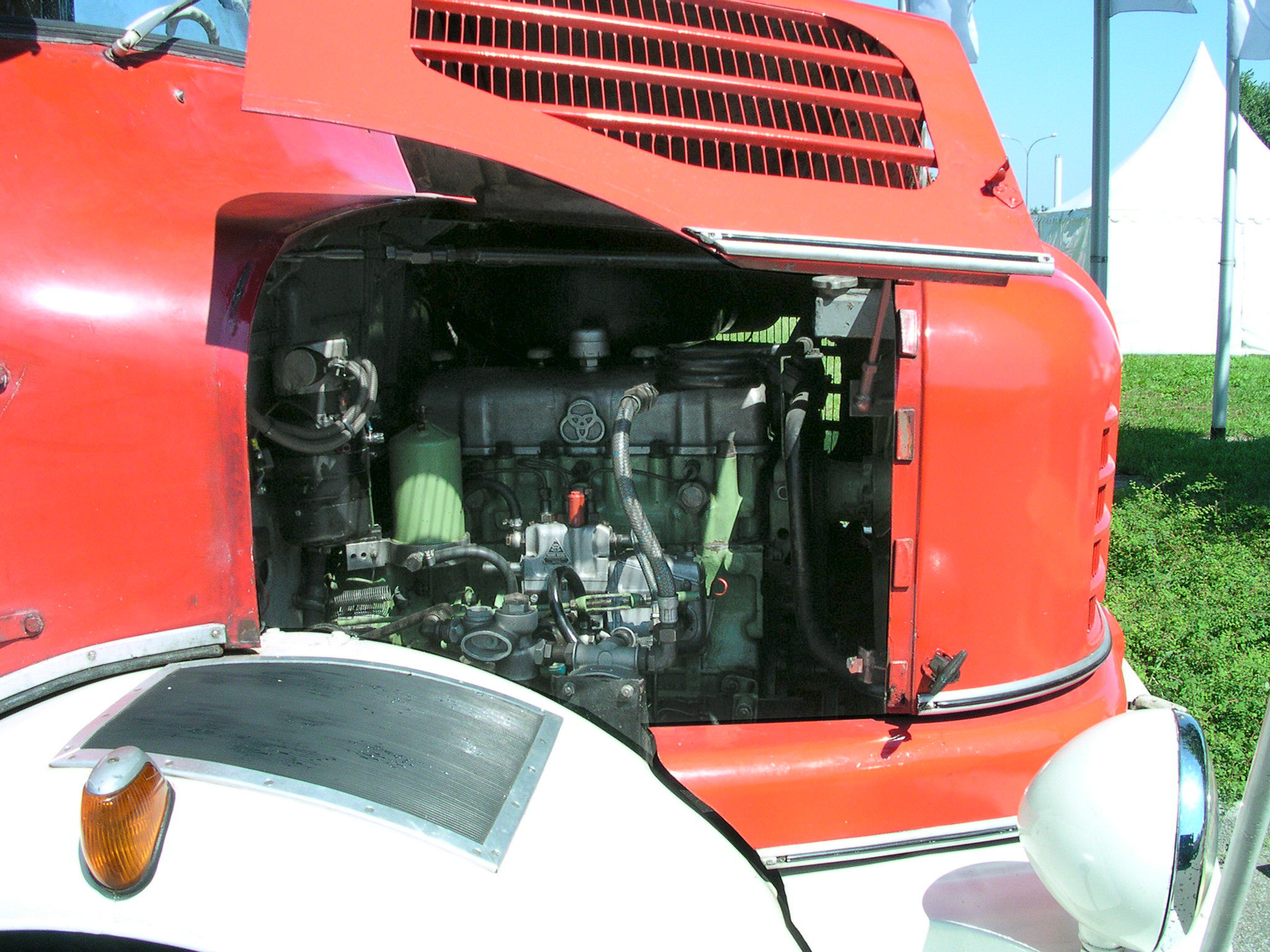
Diesel-Zweitaktmotor eines Krupp „Elch“

Bekannte Zweitakt-Dieselmotoren mit Auslassventilen im Zylinderkopf waren die Baureihen 53, 71, 92, 149 (Kubikzollangaben) der Detroit Diesel Corporation (DDC). Diese Zweitaktmotoren erzeugten den Spülluftstrom mit einem Roots-Gebläse – teilweise mit vorgeschalteten Turboladern – und hatten wassergekühlte Ladeluftkühler. Zweitakt-Dieselmotoren für Lastwagen mit gesteuerten Auslassventilen produzierten auch die Kruppwerke bis in die 1950er Jahre. Gegenkolbendieselmotoren sind die Junkers Jumo-Flugmotoren mit zwei Kurbelwellen, der Napier Deltic mit drei Zylinderreihen und drei Kurbelwellen und der Commer TS-3, ein Lkw-Motor mit einer Kurbelwelle und zwei Pleueln und einem Kipphebel je Kolben.

### Moderne, ventilgesteuerte Zweitaktmotoren
Viele der heutigen Zweitakter haben gesteuerte Auslassventile und Einlassschlitze. Gespült werden sie mit getrennten Ladepumpen. Hierdurch wird ein sauberer Gaswechsel erreicht. Es ist keine Gemischschmierung notwendig, die Kurbelwelle läuft wie beim Viertakter in druckölgeschmierten Gleitlagern.
Diese Bauweise eignet sich besonders für langsamlaufende Motoren mit großem Hubraum (Schiffsdiesel, mit Bohrungen von fast einem Meter und Hüben von über drei Metern), da die niedrige Drehzahl immer ausreichend Zeit für den Gaswechsel lässt und das Gewicht der externen Lader keine Rolle spielt. Wegen des verwendeten Treibstoffs (Bunkeröl) gibt es solche ventilgesteuerten Zweitakter nur als Diesel.

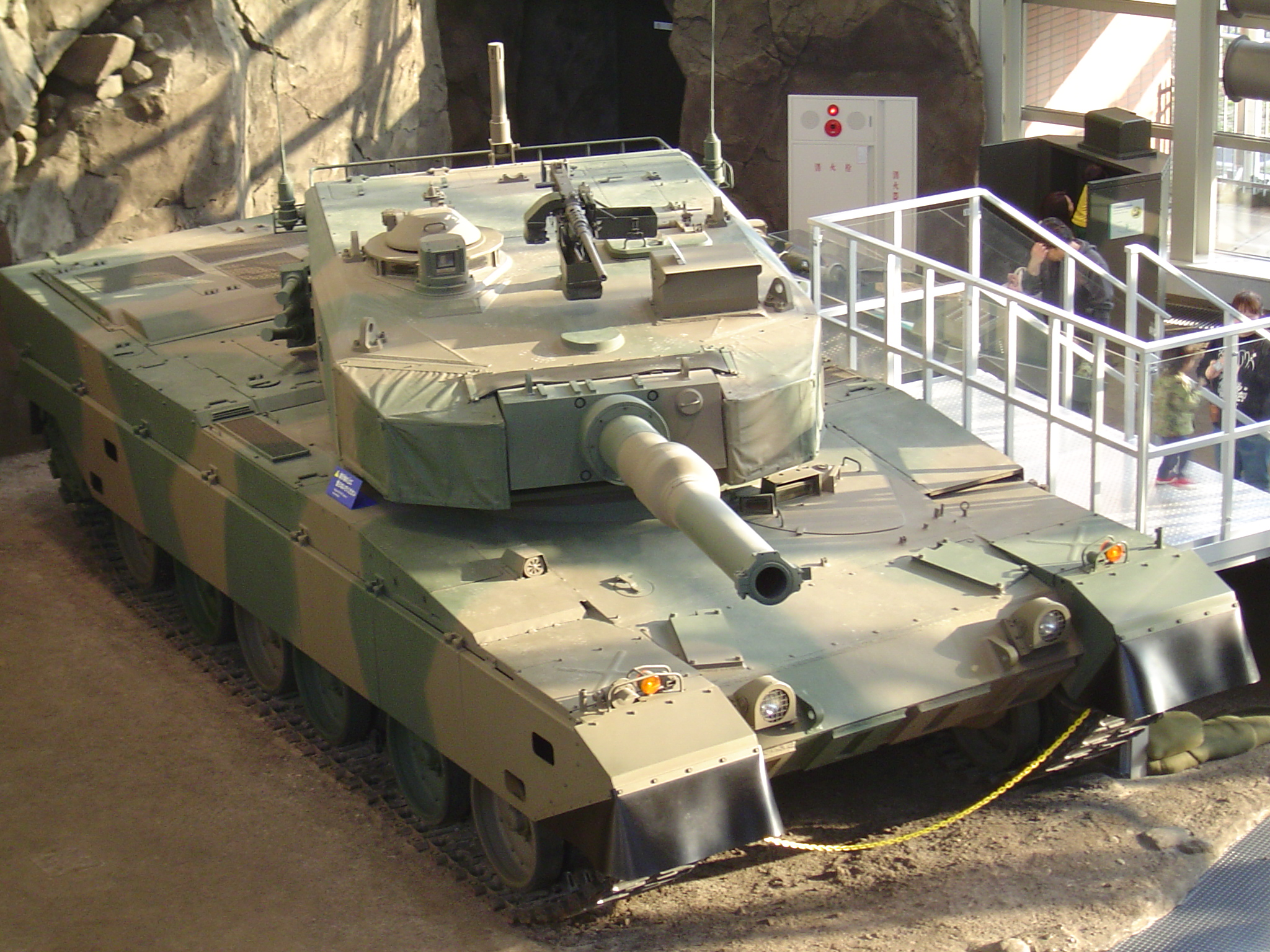
Typ-90-Panzer

Der große turbogeladene Zweitakt-Schiffsdieselantrieb wird in Bezug auf den thermischen Wirkungsgrad unter den Wärmekraftmaschinen nur von stationären kombinierten Gas-und-Dampfturbinen übertroffen. Ein Schiffsdiesel mit einem spezifischen Kraftstoffverbrauch von weniger als 160 g/kWh kann im Bestpunkt bis zu 55 % der chemisch gebundenen Energie des Kraftstoffes in nutzbare mechanische Arbeit verwandeln. Pkw-Viertakt-Turbodiesel kommen im Bestpunkt auf 40–42 % Wirkungsgrad, Lkw-Viertakt-Turbodiesel auf 45 %, Viertakt-Ottomotoren mit Turbo auf 35–37 %.
Ein besonderer Anwendungsfall ist der japanische Typ-90-Panzer, der von einem Mitsubishi-10ZG-Zweitaktmotor mit Dieseldirekteinspritzung und Roots-Gebläse zur Aufladung angetrieben wird. Der US-amerikanische Transportpanzer M113 ist mit einem wassergekühlten Zweitakt-V6-Dieselmotor von General Motors ausgerüstet (die Produktionsabteilung wurde später ausgegliedert und in Detroit Diesel Corporation umbenannt). Er liefert eine Leistung von 156 kW (M113A1 und M113A2) bzw. 202 kW (M113A3).